# Kátoly
Kátoly (kroatisch Katolj) ist eine ungarische Gemeinde im Kreis Pécsvárad im Komitat Baranya.

## Geografische Lage
Kátoly liegt gut 11 Kilometer südlich der Kreisstadt Pécsvárad am rechten Ufer des Flusses Karasica.  Nachbargemeinden sind Szellő im Nordosten und Máriakéménd im Süden.

## Sehenswürdigkeiten
- Römisch-katholische Kirche Szent Katalin, erbaut 1910
- Weinkeller, angelegt Anfang des 19. Jahrhunderts
- Weltkriegsgedenktafel (I. világháborús áldozatok emléktáblája), erschaffen 1926

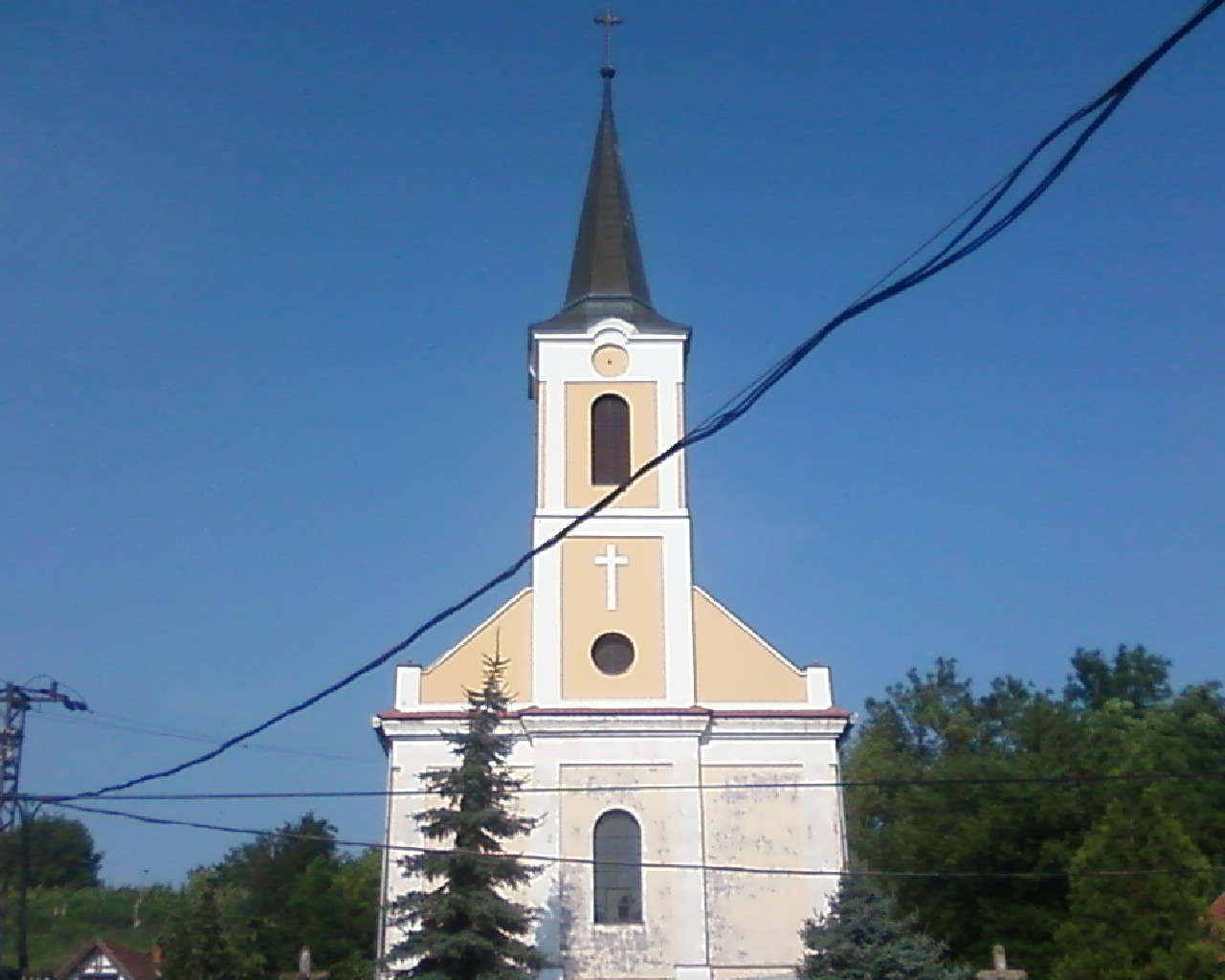
Römisch-katholische Kirche Szent Katalin

## Verkehr
Kátoly ist nur über die Nebenstraße Nr. 56117 zu erreichen, östlich des Ortes verläuft die Landstraße Nr. 5608. Es bestehen Busverbindungen über Szellő und Erzsébet nach Pécsvárad sowie über Máriakéménd nach Szederkény und weiter bis nach Pécs, wo sich der nächstgelegene Bahnhof befindet.